# Feng Yuxiang
 (mai 2018).
Si vous disposez d'ouvrages ou d'articles de référence ou si vous connaissez des sites web de qualité traitant du thème abordé ici, merci de compléter l'article en donnant les références utiles à sa vérifiabilité et en les liant à la section « Notes et références ».
Feng Yuxiang ou Feng Yü-hsiang (馮玉祥 ; hanyu pinyin : Féng Yùxíang, 6 novembre 1882 – 1er septembre 1948) est un seigneur de la guerre des premières années de la république de Chine.

## Biographie
Fils d’un officier de l’armée impériale de la dynastie Qing, Feng est plongé dans sa jeunesse au milieu de la vie militaire. Il s’engage dans l’armée à l’âge de seize ans. Comme beaucoup de jeunes officiers, il est séduit par le romantisme révolutionnaire et presque exécuté pour trahison. Il rejoint l’armée républicaine de Yuan Shikai et se convertit au christianisme en 1914. La carrière de Feng comme seigneur de la guerre commence après l’effondrement du gouvernement de Yuan Shikai en 1916.
Feng se distingue cependant d’autres seigneurs de la guerre en gouvernant ses domaines avec un mélange de paternalisme chrétien et une discipline militaire (il est célèbre pour avoir baptisé ses troupes avec une lance à incendie) ce qui lui valut le surnom de « général chrétien ».  Au début des années 1920, Feng émerge dans la clique des seigneurs de la guerre du Zhili pour avoir vaincu la clique du Fengtian, conduite par Zhang Zuolin, père de Zhang Xueliang. C’est aussi à cette époque que Feng se rapproche de l’Union soviétique. Au cours de la deuxième guerre du Zhili-Fengtian en 1924, Feng trahit ses alliés, les seigneurs de la guerre de la clique du Zhili, et assure la victoire de Zhang Zuolin. Feng prend le contrôle de la capitale lors du coup de Pékin, expulsant au passage l'ancien empereur Puyi de la cité interdite. Sa faction militaire prend le nom de Guominjun, soit « Armée nationaliste ». Durant l’expédition du Nord, Feng change à nouveau d’alliance, aidant cette fois Tchang Kaï-chek contre Zhang Zuolin, alors forcé d’évacuer la Chine du Nord.
En 1929, Feng et son entourage contrôlent une grande partie de la Chine centrale et du Nord ; mais, sous la pression du gouvernement de Nankin, il doit entamer une guerre civile sanglante désignée sous le nom de guerre des plaines centrales : allié avec Yan Xishan et Li Zongren, contre Tchang Kaï-chek, il est finalement vaincu par les forces loyales à Nankin.[réf. souhaitée]

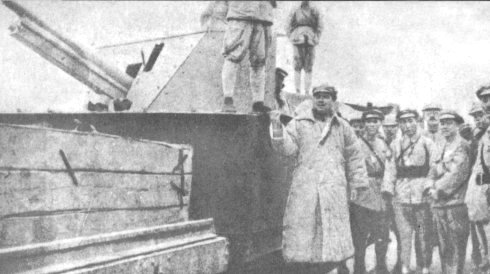
Feng Yuxiang était devant le véhicule blindé de fer capturé par la clique Fengtian

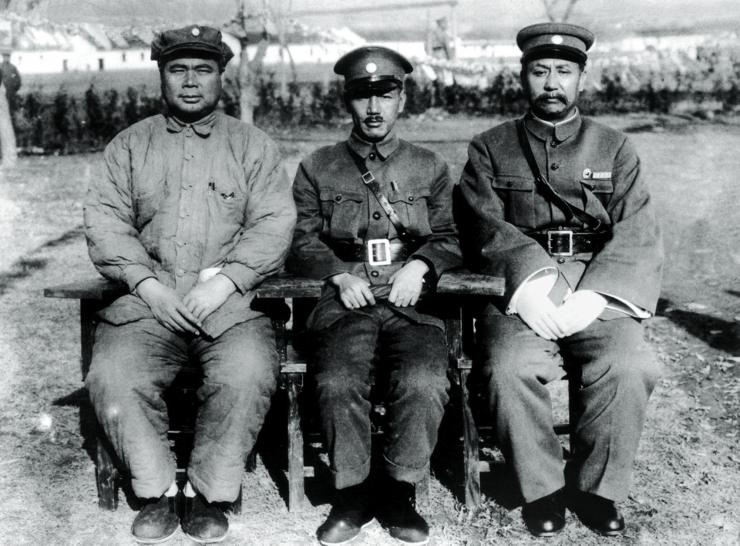
Feng Yuxiang, Chiang Kai-shek et Yan Xishan à une conférence du Kuomintang en 1930

Privé de sa puissance militaire, Feng passe le début des années 1930 à critiquer Tchang pour sa faible résistance à l'invasion de la Mandchourie par l'empire du Japon. Entre 1937 et 1945, durant la guerre contre les Japonais, il soutient le Guomindang et occupe diverses positions dans l’armée nationaliste et le gouvernement[réf. souhaitée]. Après la Seconde Guerre mondiale, il se rend aux États-Unis où il critique l’administration Truman pour son soutien au régime de Tchang. Il périt en 1948 dans l'incendie d'un bateau en mer Noire alors qu'il se rendait en Union soviétique. Ses cendres furent enterrées avec beaucoup d’honneurs en Chine en 1953.